# Recto verso
Recto verso – drugi studyjny album francuskiej piosenkarki Zaz, wydany 13 maja 2013 roku.
Album był promowany przez singel „On ira”. W Polsce płyta zdobyła status platynowej.

## Lista utworów
1. On ira
2. Comme ci, comme ça
3. Gamine
4. T’attends quoi
5. La lessive
6. J’ai tant escamoté
7. Déterre
8. Toujours
9. Si je perds
10. Si
11. Oublie Loulou
12. Cette journée
13. Nous debout
14. La Lune
15. La part d'ombre (bonus w wersji Delux)
16. Le retour du soleil (bonus w wersji Delux)
17. Laissez-moi (bonus w wersji Delux)

## DVD (w wersji Delux)
Ce que vous z'avez pas vu (Dokument)